# Capheaton
Capheaton – wieś w Anglii, w hrabstwie Northumberland. Leży 27 km na północny zachód od miasta Newcastle upon Tyne i 419 km na północ od Londynu. W 2001 miejscowość liczyła 160 mieszkańców.